# William Medill

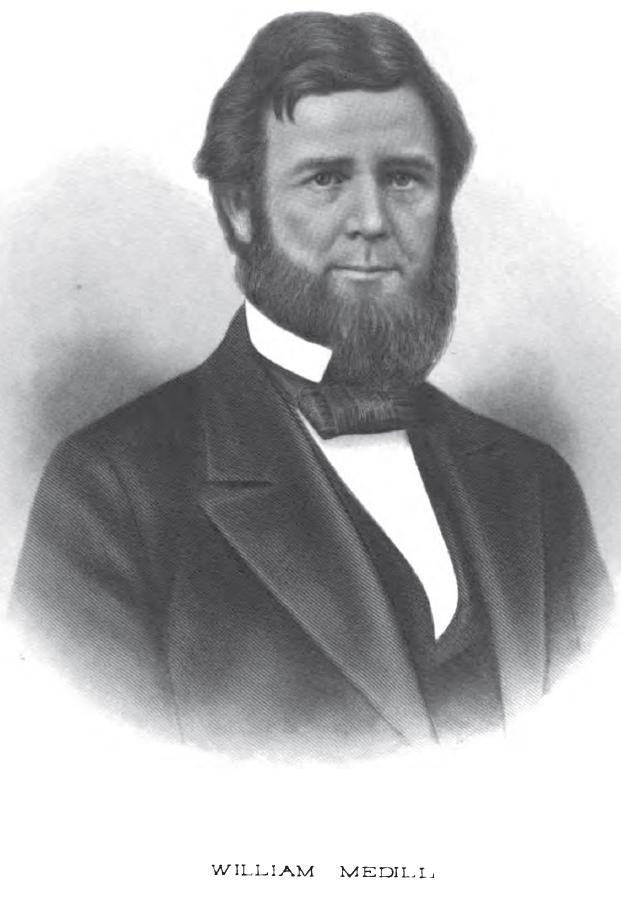
William Medills

William Medill (* 1. Februar 1802 im New Castle County, Delaware; † 2. September 1865 in Lancaster, Ohio) war ein US-amerikanischer Politiker und von 1853 bis 1856 der 22. Gouverneur des Bundesstaates Ohio.

## Frühe Jahre und politischer Aufstieg
Nach der Grundschule studierte Medill bis 1825 an der University of Delaware. Nach einem anschließenden Jurastudium und einem Umzug nach Ohio begann er 1830 in Lancaster als Rechtsanwalt zu arbeiten.
Zwischen 1835 und 1838 war der Demokrat Medill Abgeordneter im Repräsentantenhaus von Ohio und zeitweise sogar dessen Speaker. Zwischen 1839 und 1843 vertrat er seinen Staat im US-Repräsentantenhaus in Washington, D.C. Im Jahr 1845 war er für kurze Zeit zweiter stellvertretender Postminister der USA. Zwischen 1845 und 1850 war er als Nachfolger von Thomas Hartley Crawford Bundesbeauftragter für Indianerangelegenheiten (Commissioner of Indian Affairs). Während seiner Amtszeit wurde die Zuständigkeit für Indianerangelegenheiten vom Kriegsministerium an das Innenministerium übertragen. Im Jahr 1850 war er Präsident einer Kommission zur Überarbeitung der Verfassung von Ohio. Eine der Änderungen betraf die Schaffung eines Vizegouverneurs (Lieutenant Governor), der anlehnend an die US-Verfassung auch als Senatspräsident fungierte. Im Herbst 1853 wurde William Medill zum ersten Vizegouverneur von Ohio gewählt.

## Gouverneur von Ohio
Nach dem Rücktritt des amtierenden Gouverneurs Reuben Wood am 13. Juli 1853 musste er entsprechend der neuen Verfassung dessen Amtszeit beenden. Im Oktober 1853 wurde er von den Wählern in eine eigene zweijährige Amtszeit gewählt. Damit war Medill zwischen dem 13. Juli 1853 und dem 14. Januar 1856 Gouverneur von Ohio. In seiner Zeit kam es zu sozialen Unruhen, weil sich Minderheiten von der herrschenden Schicht, die von weißen Protestanten gebildet wurde, unterdrückt fühlten. Höhepunkt waren Ausschreitungen anlässlich öffentlicher Wahlen in Cincinnati im Jahr 1855. Ein anderes umstrittenes Thema war die Privatisierung der Kanäle des Landes, die Medill befürwortete. Der Bau einer Eisenbahnverbindung bis zum Mississippi River und sogar bis zur Westküste wurde diskutiert und befürwortet, aber noch nicht in Angriff genommen. Bei den Wahlen des Jahres 1855 verlor Medill gegen den Republikaner Salmon P. Chase. Diese Wahlen waren von der Frage der Sklaverei bestimmt und Chase zeigte dabei ein deutlicheres Profil hinsichtlich seiner Ablehnung dieser Institution als Medill.

## Weiterer Lebenslauf
Auch nach seiner Gouverneurszeit blieb Medill politisch aktiv. Zwischen 1857 und 1861 war er Revisor des Finanzministeriums unter Präsident James Buchanan. Nach dem Ende dieser Tätigkeit verschlechterte sich allmählich sein Gesundheitszustand. Im Jahr 1863 war er Präsident des Parteitages der Demokraten in Ohio.